# Szerb Wikipédia
A szerb Wikipédia (szerb nyelven Википедија на српском језику/Vikipedija na srpskom jeziku) a Wikipédia projekt szerb nyelvű változata, egy szabadon szerkeszthető internetes enciklopédia. 2003 februárjában indult és 2009 októberében már közel 100 000 szócikket tartalmazott, mellyel 29. helyet foglalja el a wikipédiák rangsorában.

## Mérföldkövek
- 2003. február 16. - Elindul a szerb Wikipédia.
- 2007. augusztus 1. - Elkészül az 50 000. szócikk.
- 2009. november 20. - Elkészül a 100 000. szócikk.
- 2013. július 6. - Elkészül a 200 000. szócikk.
- Jelenlegi szócikkek száma: 704 465

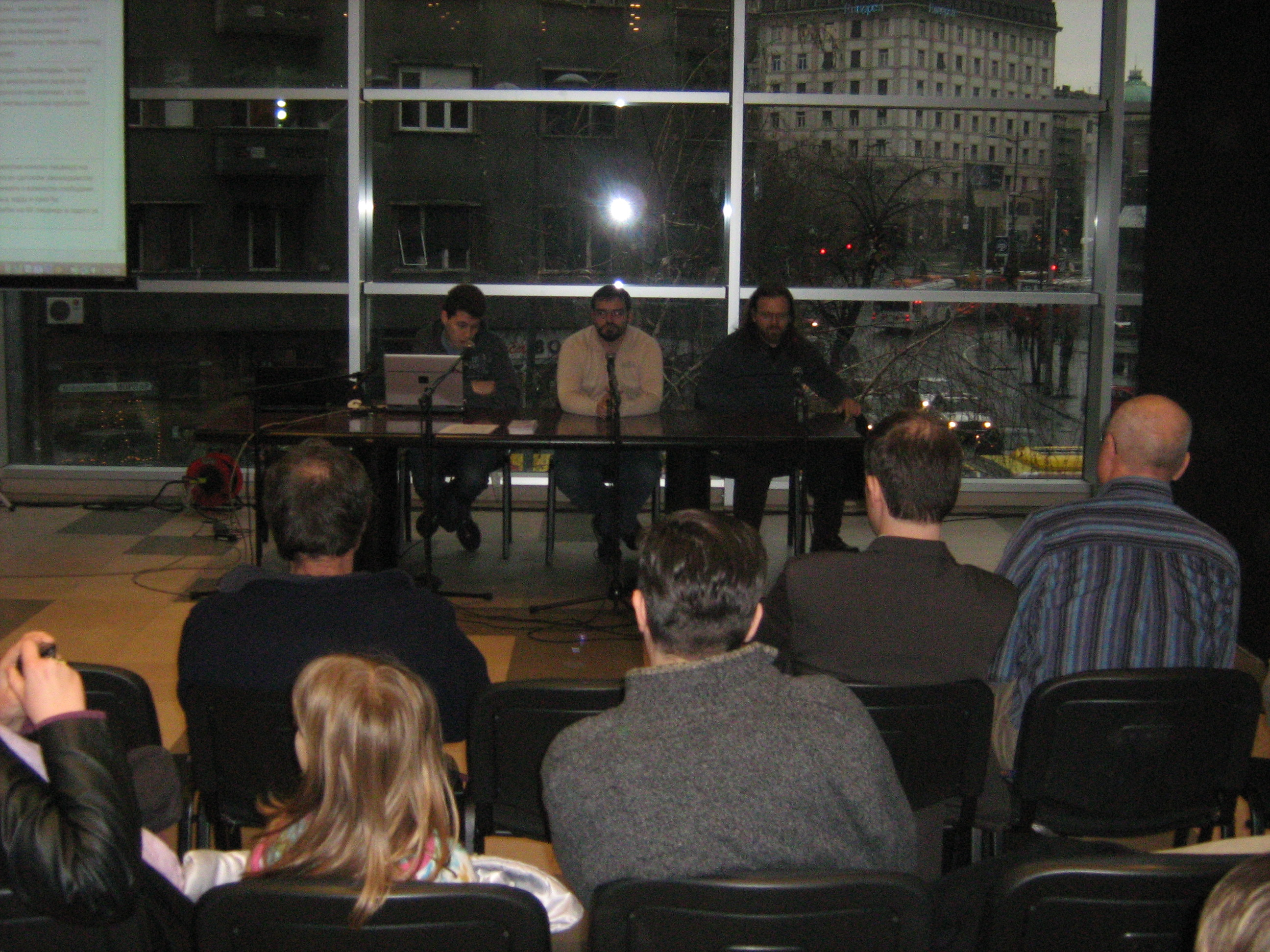
3. regionális Wikimédia Konferencia

## Külső hivatkozások
- Szerb Wikipédia